# فوئنتس د لئن
فوئنتس د لئن (به اسپانیایی: Fuentes de León) یک شهرستان در اسپانیا است که در استان باداخس واقع شده‌است.